# 淘宝体
淘宝体是中华人民共和国互联网上的一种表达方式，特点是逢人就叫“亲”（「親愛的」之縮寫），以表达一種亲切的語言形式。淘宝体最早在淘宝网上卖家和用户聊天时使用，因而得名。后来逐渐在其他地方流行，如中国的部分大学的录取通知书、交通警察的交通安全宣传语、中华人民共和国外交部的招聘启事就用上了“淘宝体”:145-151，但也引起了争议。